# Cerbalus aravaensis
Cerbalus aravensis es una especie de araña araneomorfa de la familia Sparasidae recientemente descubierta en las Dunas de Samaria, en la zona desértica de Aravá (Israel), por un equipo de científicos del Departamento de Biología de la Universidad de Haifa, que dieron a conocer su descubrimiento en el año 2010.

## Características
Su tamaño puede alcanzar los 14 cm de longitud, convirtiéndose en la araña más grande en su clase en Oriente Medio. Es nocturna y vive bajo la tierra creando madrigueras cerradas con pequeñas partículas de tierra a modo de puerta que le sirven de camuflaje. 
Se encuentra en un hábitat que está en peligro de desaparecer ya que las Dunas de Samaria es un reducto que en su día tenía 7 kilómetros cuadrados de extensión y actualmente tan solo quedan 3, debido a la ocupación territorial del humano por la agricultura.  La araña se encuentra en peligro de extinción.